# Casa n.º 19 (Elburgo)
La casa n.º 19 está situada en la zona noreste del concejo de Elburgo en el municipio de Elburgo en la cuadrilla de Llanada Alavesa del territorio histórico de Álava (España). Desde 1994 está inscriba como Bien Cultural, con la categoría de Monumento en el Inventario General del Patrimonio Cultural Vasco.

## Descripción
Se encuentra próxima a la carretera. Tiene planta rectangular, y en alzado presenta planta baja y primera. En fachada principal la planta baja es porticada con columnas de piedra de basa moldurada, fuste estriado y capitel dórico.
La parte superior se cierra con entramado de madera y ladrillo. La cubierta consiste en tejado a doble vertiente con caballete paralelo a la fachada principal y alero con canes.

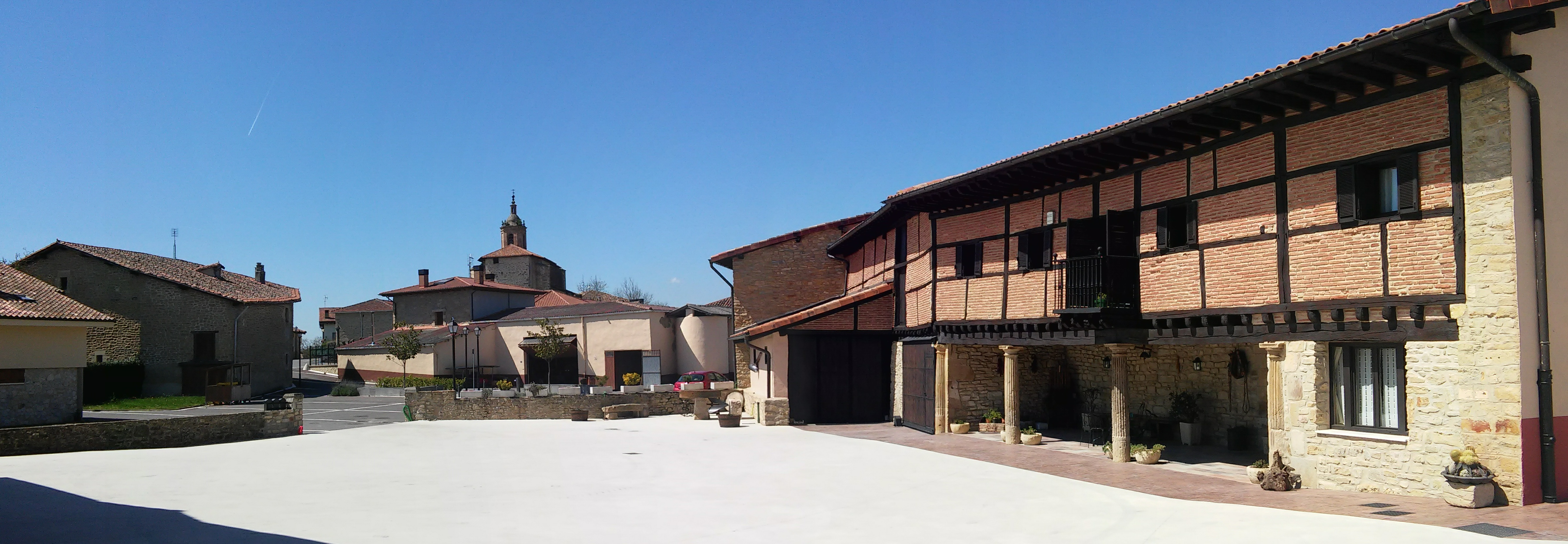
Casa nº 19 y plaza de Elburgo